# Keithley Creek
Keithley Creek är ett vattendrag i Kanada.   Det ligger i provinsen British Columbia, i den centrala delen av landet, 3 400 km väster om huvudstaden Ottawa. Keithley Creek ligger vid sjöarna  Cariboo Lake och Cariboo Lake.
I omgivningarna runt Keithley Creek växer i huvudsak barrskog. Trakten runt Keithley Creek är nära nog obefolkad, med mindre än två invånare per kvadratkilometer.